# Coniophanes lateritius
La culebra lisa (Coniophanes lateritius) es una especie de reptil perteneciente a la familia Dipsadidae.

## Clasificación y descripción
Es una serpiente pequeña con el dorso color rojo oxidado; la superficie dorsal del cuello y la cabeza negro seguido por un collar claro de una escama de ancho y usualmente enmarcado por negro posteriormente; la capucha negra nucal no se extiende a las ventrales; 19 hileras de escamas dorsales en la mitad del cuerpo.

## Distribución
Habita en la vertiente del Pacífico desde el centro de Sinaloa hacia el sur hasta el centro de Guerrero. La distribución vertical va de cerca del nivel del mar a 1,600 m s. n. m.

## Hábitat
Es una serpiente terrestre poco común que matorral espinoso, bosque subcaducifolio y bosque de pino-encino.

## Estado de conservación
Se encuentra catalogada dentro de la lista roja de la IUCN como datos insuficientes (DD).